# 晴山由梨
晴山 由梨（はれやま ゆり、1988年5月11日 - ）は、日本のタレント、モデル。過去にはドルチェスターに所属していた。

## 来歴
鳥取県鳥取市出身。2011年に広島大学教育学部を卒業。
2013年3月、パシフィコ横浜で開催された国際フィッシングショーで『アングラーズ・アイドル2013 グランプリ』を受賞した。釣り業界のアイドルであるアングラーズ・アイドルの4代目に就任して以来、テレビや雑誌などで活動している。

## 人物
釣りの腕前は、歴代のアングラーズ・アイドルでもダントツと評される。
幼稚園、小学校、中学校の教員免許を取得している。他にも普通自動車第一種免許、スキューバーダイビングライセンス、一級小型船舶操縦免許、特殊小型船舶操縦免許を有している。
特技は小笠原流礼法、着付け、卵の片手割り。
弟がいる。

## 主な活動

### イメージガール等
- アングラーズ・アイドル2013 グランプリ（2013年）
- 釣具のキャスティング イメージガール（2014年 - ）
- つりジェンヌ アンバサダー（2014年 - ）
- DAIWA フィールドスタッフ（2017年 - ）

### テレビ番組
- GO!GO!九ちゃんフィッシング（TOKYO MX）
  - 「大人気★海上釣り堀 前篇・後篇」（2013年4月20日・27日）
  - 「江戸前ハゼ釣り 前篇・後篇」（2013年9月7日・14日）
  - 「ワカサギドーム船 前篇・後篇」（2013年11月30日・12月7日）
  - 「シロギスの投げ釣り 前篇・後篇」（2013年12月14日・21日）
  - 「メゾン・ド・根魚 前篇・後篇」（2014年6月28日・7月5日）
  - 「雨の日は室内つり掘 前篇・後篇」（2014年10月18日・25日）
- THE フィッシング（2013年5月4日・12月28日・2016年11月12日・2017年9月16日・2018年2月3日・2020年5月2日、テレビ大阪）
- 釣り・ロマンを求めて（2013年6月1日、テレビ東京）
- フィッシング倶楽部（2013年6月20日・8月15日、テレビ埼玉）
- 瀬戸内釣り物語（2013年7月15日、中国放送）
- 釣りたいっ！〜東京湾・相模湾つり情報〜（2013年11月1日 - 15日、J:COM）
- 釣魂！〜だから私は旅に出る〜（2015年5月10日、J:COM）
- つるのつり〜この日を忘れない〜（2016年5月29日、BS日テレ）
- 妻にはショナイで！（2017年7月26日・8月30日、日テレプラス）

### ラジオ番組
- The Burn（2013年6月22日・2月1日・3月21日、FMヨコハマ）
- S×G Box 〜Travel〜（2014年1月 - 6月、ソラトニワFM） - レギュラーパーソナリティ
- ちょっとそこまで。（2014年7月 - 2015年4月、ソラトニワFM） - レギュラーパーソナリティ
- ドル★ラジ（2014年8月29日・11月28日、レインボータウンFM）
- Kisspoint Records presents ツリラブ（2014年9月6日・11月22日、目黒FM）
- フィッシングトレイン（2015年2月6日・13日・2017年12月21日、レインボータウンFM）

### CM
- マルキユー「DJ九ちゃん」篇（2013年 - ）
- 釣具のキャスティング（2016年 - ）

### 雑誌
- つり丸
- つり情報
- 磯・投げ情報
- Angling Fan
- つり人
- 東京ウォーカー
- モノ・マガジン
- BOAT CLUB

### 新聞
- 週刊つりニュース
- 日刊スポーツ
- スポーツ報知

### 連載
- 晴山由梨の今日もBlueberry（磯・投げ情報連載、2013年5月号 - 2014年4月号）
- 晴山由梨のShiny Fishing（週刊つりニュース連載、2014年11月 - 2015年10月）
- 晴山由梨のきょうも釣り日和（スポーツ報知連載、2015年4月 - ：毎月第2木曜日）
- Sea Trip Style（ボート倶楽部連載、2016年12月号 - ）